# コンパクト符号
コンパクト符号（コンパクトふごう。Compact Code）とは、ある情報源Sに対して、シンボルを一意復号可能な符号に符号化するとき、平均符号長Lを最小とする符号のこと。ハフマン符号が知られている。
瞬時符号（瞬時復号可能な符号）であるために、次の要件を満たす必要がある。
1. 符号の木において、情報源シンボルが枝の先端になくてはならない
2. 出現確率の高い情報源シンボルの符号語を短くし、そうでないものに長い符号語を割り当てる